# Loyalhanna Creek
Der Loyalhanna Creek ist ein 80 Kilometer langer Nebenfluss des Kiskiminetas River im Westmoreland County im Südwesten des US-Bundesstaates Pennsylvania.

## Verlauf
Der Fluss entspringt nahe Stahlstown und fließt anfangs in nordöstliche Richtung bis Lingonier. Hier macht er einen Bogen Richtung Nordwesten und nimmt den Mill Creek auf. Er durchbricht nun die Chestnut Ridge und durchfließt die Stadt Latrobe. Der Fluss tritt nun ins Loyalhanna Lake National Recreation Area ein, wo er zum Loyalhanna Lake gestaut wird. Er verlässt den See wieder und bildet nur wenig später am Zusammenfluss bei Saltsburg mit dem Conemaugh River den Kiskiminetas River.

## Etymologie
Der Name des Loyalhanna Creek (von englisch creek) ist abgeleitet von einem Dorf der Lenape während des 18. Jahrhunderts. Layalhanning lag an einer Kreuzung von Handelswegen, wo später Fort Ligonier erbaut wurde, im heutigen Ligonier. Die Indianer verließen das Gebiet um den Susquehanna River im Jahr 1727. Layalhanning bedeutet am mittlere Lauf auf Delawarisch: lawel oder lawell (mittel); hanna (ein Fluss oder Wasserlauf); ing (an dem Platz von).